# بیگاچای
بیگا چایی یا گرانیکوس رود کوچکی در استان چاناکاله ترکیه است.
نبرد گرانیکوس بین سپاهیان اسکندر مقدونی و داریوش سوم هخامنشی در کنار این رود به وقوع پوسته‌است.